# Arrondissement Lorient
Arrondissement Lorient je francouzský arrondissement ležící v departementu Morbihan v regionu Bretaň. Člení se dále na 15 kantonů a 60 obcí.

## Kantony
- Auray
- Belle-Île
- Belz
- Groix
- Hennebont
- Lanester
- Lorient-Centre
- Lorient-Nord
- Lorient-Sud
- Ploemeur
- Plouay
- Pluvigner
- Pont-Scorff
- Port-Louis
- Quiberon